# Ornithogalum exaratum
Ornithogalum exaratum är en sparrisväxtart som beskrevs av Constantine Zahariadi. Ornithogalum exaratum ingår i släktet stjärnlökar, och familjen sparrisväxter. Inga underarter finns listade i Catalogue of Life.